# Уготь
Уготь — река в России, протекает в Чернском районе Тульской области. Левый приток реки Чернь.

## География
Река Уготь берёт начало неподалёку от деревни Красный Конь. На реке расположены населённые пункты Красный Конь, Большой Конь, Малый Конь, Красивка, Репно-Никольское. Река Уготь впадает в Чернь около деревни Уготь. Устье реки находится в 58 км по левому берегу реки Чернь. Длина реки составляет 17 км, площадь водосборного бассейна 115 км².

## Данные водного реестра
По данным государственного водного реестра России относится к Окскому бассейновому округу, водохозяйственный участок реки — Ока от города Орёл до города Белёв, речной подбассейн реки — бассейны притоков Оки до впадения Мокши. Речной бассейн реки — Ока.
Код объекта в государственном водном реестре — 09010100212110000018391.